# Кто угодно, но не ты
«Кто уго́дно, но не ты» (англ. Anyone but You) — американская романтическая комедия, снятая Уиллом Глаком по сценарию, написанному им в соавторстве с Иланой Уолперт, и основанная на пьесе Уильяма Шекспира «Много шума из ничего». В фильме снимались Сидни Суини, Глен Пауэлл, Александра Шипп, GaTa, Хэдли Робинсон, Мишель Хёрд, Дермот Малруни, Дэррен Барнет, Брайан Браун и Рэйчел Гриффитс.
«Кто угодно, но не ты» был выпущен в прокат 22 декабря 2023 года компанией Sony Pictures. Картина получила смешанные отзывы критиков и собрала в мировом прокате 212,2 млн долларов.

## Сюжет
Пытаясь раздобыть ключ от туалета в кафе, студентка юридического факультета Бостонского университета Би знакомится с сотрудником Goldman Sachs Беном. Между ними мгновенно возникает связь, и они проводят день вместе, в конце концов засыпая на диване Бена. Утром она уходит, не разбудив его, но передумывает и возвращается в квартиру только для того, чтобы подслушать, как он оскорбляет её во время разговора со своим другом Питом.
Би и Бен не видятся в течение 6 месяцев, их пути пересекаются, когда сестра Би, Хэлли, начинает встречаться с сестрой Пита, Клаудией. Они холодно относятся друг к другу, каждый обвиняет другого в том, что их свидание плохо закончилось. Позже Хэлли и Клаудия обручаются и планируют свадьбу в Сиднее.
Би, которая рассталась со своим женихом Джонатаном и тайно бросила юридическую школу, встревожена, узнав, что Бен не только летит тем же рейсом в Австралию, что и она, но и что они оба будут жить в доме родителей Клаудии и Пита в дни, предшествующие свадьбе. Презрение Би и Бена друг к другу начинает раздражать других участников свадебной вечеринки, усугубляемое появлением бывшей подруги Джонатана и Бена Маргарет.
В то время как родители Би пытаются подтолкнуть её к примирению с Джонатаном, другие присутствующие разрабатывают план, как свести Би и Бена вместе, чтобы свадьба прошла гладко. Би быстро раскусывает схему и заключает сделку с Беном — притвориться, что они вместе, чтобы заставить Маргарет ревновать и помешать родителям Би заставить её помириться с Джонатаном.
Первые попытки не увенчались успехом, пока не состоялась вечеринка на яхте, где Би и Бен танцуют вместе и разыгрывают сцену из «Титаника», которая заканчивается падением Би в гавань Сиднея. Бен спрыгивает вслед за ней, и они разговаривают, ожидая спасения на буе. Она говорит ему, что бросила юридическую школу, и они назначают свидание, чтобы осмотреть достопримечательности Сиднейского оперного театра. Они возвращаются в дом и занимаются сексом, но Би небрежно намекает, что все её недавние действия были ошибками, что разочаровывает Бена. Он ускользает ночью, приводя Би в уныние.
Утром в день свадьбы Маргарет просит у Би благословения возобновить отношения с Беном. Би соглашается, утверждая, что у неё были с ним только ситуативные отношения. В разговоре с Питом Бен косвенно сообщает родителям Би, что она тайно бросила юридическую школу, из-за чего она чувствует себя преданной.
Подслушав ссору Хэлли и Клаудии, Бен убеждает Би притвориться, что они помирились ради свадьбы. Церемония проходит гладко, но Би видит, как Маргарет целует Бена во время приёма, и уходит в слезах, направляясь в Оперный театр. Однако Бен отвергает Маргарет и говорит, что у него больше нет к ней чувств, поскольку он несправедливо зациклился на воспоминаниях. Свадебная вечеринка убеждает его погнаться за Би, поэтому он прыгает с близлежащего утёса в Тихий океан, а затем убеждает спасательный вертолёт, который забирает его, доставить его в Оперный театр.
Бен извиняется перед Би, говоря ей, что ушёл, потому что боялся, что их отношения могут стать ещё одним поводом для сожалений. Они примиряются и возвращаются на приём как пара, где Хэлли и Клаудия рассказывают, что их ссора была ещё одной уловкой, чтобы подтолкнуть Би и Бена друг к другу. Тем временем у Джонатана и Маргарет завязываются отношения.

## В ролях
- Сидни Суини — Би
- Глен Пауэлл — Бен
- Александра Шипп — Клаудия
- GaTa[англ.] — Пит
- Хэдли Робинсон[англ.] — Хэлли
- Мишель Хёрд — Кэрол
- Дермот Малруни — Лео
- Дэррен Барнет — Джонатан
- Рэйчел Гриффитс — Инни
- Брайан Браун — Роджер
- Чарли Фрейзер — Маргарет
- Джо Дэвидсон — Бо[9]

## Производство
В январе 2023 года стало известно, что Сидни Суини и Глен Пауэлл получили главные роли в неизвестном фильме, режиссёром которого является Уилл Глак. Александра Шипп, Мишель Хёрд, Брайан Браун, Дэррен Барнет и Хэдли Робинсон вошли в актёрский состав в феврале, а в следующем месяце к ним присоединились Дермот Малруни, Рэйчел Гриффитс и GaTa.
Съёмочный процесс картины стартовал в феврале 2023 года в Новом Южном Уэльсе (Австралия). Съёмки завершились в Сиднее в марте 2023 года; в мае этого же года фильм получил название — «Кто угодно, но не ты» (англ. Anyone but You).
Во время съёмок фильма сцена со спасательным вертолётом едва не обернулась катастрофой из-за неисправности механизмов, что потребовало экстренной посадки. Также в ходе съёмочного процесса в Австралии Сидни Суини укусил дрессированный паук-охотник — об этом актриса рассказала в интервью на шоу «Ночное шоу с Джимми Фэллоном». Ей оказали медицинскую помощь.

## Релиз
Премьера фильма в США и Канаде состоялась 22 декабря 2023 года. Первоначально лента должна была выйти 15 декабря.
Фильм вышел на цифровых платформах 20 февраля 2024 года, на Blu-ray — 12 марта.

## Восприятие

### Кассовые сборы
По сведениям на 16 марта 2024 года фильм «Кто угодно, но не ты» собрал 88,2 млн долларов в США и Канаде и 124 млн долларов на других территориях, что в общей сумме составляет 212,2 млн долларов.
В США и Канаде «Кто угодно, но не ты» вышел в прокат одновременно с картинами «Миграция», «Аквамен и потерянное царство» и «Стальная хватка» и, согласно прогнозам, должен был собрать около 7 млн долларов в 3050 кинотеатрах в свой четырёхдневный премьерный уик-энд. В первый день фильм заработал 3,5 млн долларов, в том числе 1,2 млн — на вечерних показах в четверг. В дальнейшем фильм собрал 6,3 млн долларов и занял четвёртое место в мировом кинопрокате. Во второй уик-энд сборы составили 8,8 млн долларов, в связи с чем лента заняла пятое место в прокате. В третий уик-энд — 9,5 млн долларов, что на 9 % больше, чем обычно, так же пятое место.
Лента превзошла достижения картины «Ромео + Джульетта» (1996) и стала самой кассовой экранизацией по мотивам произведений Шекспира.

### Оценки критиков
На сайте-агрегаторе рецензий Rotten Tomatoes рейтинг ленты составляет 56 % со средней оценкой 5,7 из 10 на основании 100 отзывов. Консенсус критиков сайта сформирован следующим образом: «Благодаря искусной режиссуре и двум потрясающим звёздам фильм „Кто угодно, но не ты“ получился довольно увлекательным, несмотря на не самый впечатляющий сюжет». На сайте Metacritic рейтинг фильма составляет 52 балла из 100 на основании 26 рецензий кинокритиков, что свидетельствует о «смешанных или средних отзывах». Зрители, опрошенные CinemaScore, присвоили фильму оценку «B+» по шкале от A+ до F. По данным PostTrak, средняя оценка от зрителей составила четыре звезды из пяти, в то время как 57 % посмотревших заявили, что определённо рекомендуют ленту к просмотру.

### Награды
| Год  | Награда                | Категория                                     | Номинанты              | Результат | Ист.   |
| ---- | ---------------------- | --------------------------------------------- | ---------------------- | --------- | ------ |
| 2024 | People’s Choice Awards | Комедийный фильм года                         | «Кто угодно, но не ты» | Номинация | [ 29 ] |
| 2024 | People’s Choice Awards | Комедийная кинозвезда года                    | Сидни Суини            | Номинация | [ 29 ] |
| 2024 | People’s Choice Awards | Комедийная кинозвезда года                    | Глен Пауэлл            | Номинация | [ 29 ] |
| 2024 | GLAAD Media Awards     | Выдающийся фильм — широкий театральный прокат | «Кто угодно, но не ты» | Номинация | [ 30 ] |